# Diritti umani in Islanda
I diritti umani in Islanda sono garantiti dalle Sezioni VI e VII della Costituzione. L'Islanda è generalmente considerata uno dei paesi al mondo in cui le libertà dei cittadini sono maggiormente tutelate. Dal 1989, è contemplato anche il diritto ad avere un difensore civico.   
Le elezioni sono libere e corrette, non vi è violenza da parte dello stato, e i gruppi che sostengono i diritti umani possono agire senza alcuna restrizione.   
Inoltre, è garantita anche la libertà di religione, mentre le discriminazioni motivate da odio etnico, sessuale, linguistico, per ragioni d'invalidità o per altri fattori ancora sono severamente proibite.  
L'Althing ha il compito di legiferare in merito ai diritti umani, mentre una commissione speciale monitora il rispetto degli stessi all'interno del paese.
In un'intervista del 2012, un membro della Commissione ONU sui Diritti Umani ha tuttavia evidenziato che in Islanda vi sono ancora due problemi importanti riguardo al rispetto dei diritti umani, ovvero la diseguaglianza tra uomini e donne soprattutto in ambito lavorativo, e gli abusi sui minori.